# Crosscurrents
Crosscurrents ist ein 1972 veröffentlichtes Jazzalbum, dessen A-Seite Lennie Tristano mit seinem Sextett 1949 einspielte. Die Stücke ›Intuition‹ und ›Digression‹ gelten als „die ersten Tondokumente, auf denen sich Musiker gekonnt von den Zwängen der Form lösen und nahezu frei miteinander improvisieren.“ Auf der B-Seite der Langspielplatte finden sich Aufnahmen von Buddy DeFranco mit einem Sextett bzw. einer Bigband und am Ende ein Titel des Nonetts von Bill Harris.
Später wurden die Tristano-Aufnahmen auch als Intuition mit dem Album Jazz of Two Cities von Warne Marsh aus dem Jahr 1956 als CD vermarktet.

## Entstehung der Aufnahmen
Nachdem Barry Ulanov Tristanos Arbeit in der Jazzzeitschrift Metronome herausgestellt hatte und dieser dort für 1947 als „Musiker des Jahres“ gewürdigt wurde, hatte er zahlreiche Schüler: 1948 kamen Warne Marsh, Lee Konitz und Billy Bauer zu ihm, um unterrichtet zu werden. Im März und Mai 1949 ging Tristano mehrfach mit einer aus seinen Schülern bestehenden Combo ins Studio, um für Capitol Records Aufnahmen einzuspielen, die zunächst als Schellackplatten veröffentlicht wurden.
Tristano wollte mit diesen Aufnahmen „Melodien und Improvisationen von der Funktionsharmonik lösen.“ Dabei sind die Themen von ›Wow‹ und ›Crosscurrent‹ noch dem Bebop verhaftet. Seine Quartettaufnahme des Standards ›Yesterdays‹ wurde später als „Meisterstück eines beharrlichen Zusammenspiels“ mit Gitarrist Bauer gewertet. In ›Sax of a Kind‹ improvisieren die beiden Saxophonisten quasi „nahtlos“ zusammen. Bereits im Intro zu ›Intuition‹ ließ Tristano „die Zwänge des Quintenzirkels hinter sich“; die Musiker des Sextetts spielen „munter miteinander und nebeneinanderher“ und geben gegen Ende des Stücks sogar die Orientierung am beat auf. Die Improvisation über ›Digression‹ (was so viel wie „Abschweifung“ bedeutet) ist deutlich polyphon angelegt, auch wenn dabei der „ästhetische Rahmen des schönen Klangs“ nicht verlassen wird.
›Intuition‹ und ›Digression‹ „sind freie Kollektivimprovisationen, ohne harmonisch-metrischen Bezugsrahmen, ohne durchgeschlagenen beat, gesteuert nur von der Intuition der improvisierenden Musiker und von ihren musikalischen Erfahrungen und Ambitionen.“ Vorbestimmt war jedoch die Reihenfolge der Musiker. Es wurden noch zwei weitere freie Improvisationen aufgenommen, die jedoch vom Produzenten später gelöscht wurden; für ›Intuition‹ und ›Digression‹ wurde kein Erscheinungstermin mit Tristano vereinbart.

## Wirkungsgeschichte

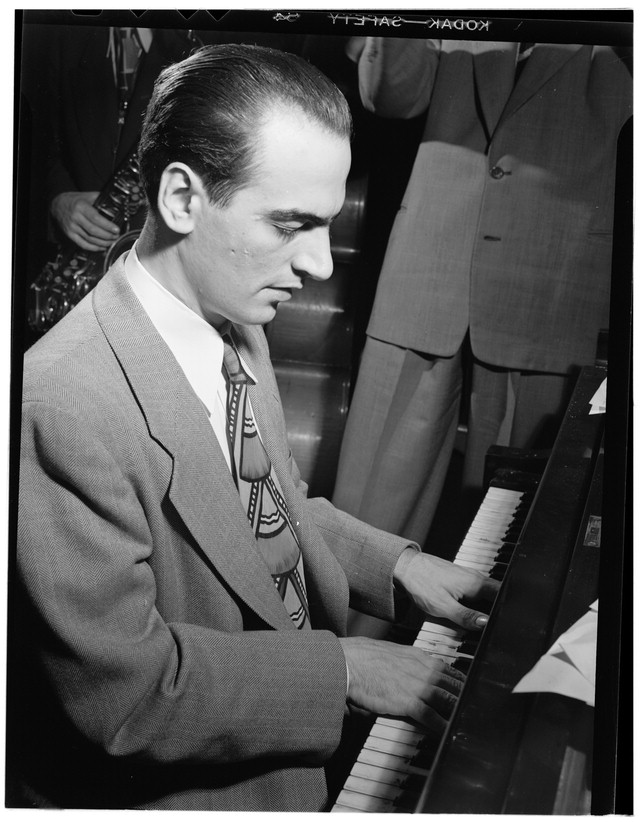
Lennie Tristano, ca. 1947.
Fotografie von William P. Gottlieb.

Zunächst wurden ›Wow‹ und ›Crosscurrent‹ veröffentlicht (Capitol 57-60003, 1949). Die Kritik würdigte sie als herausragende Combo-Aufnahme; dabei wurde die Polyrhythmik herausgestellt, aber auch eine drastische Abkehr von Tristanos früheren Einspielungen mit seinem Trio bemerkt; die Improvisationslinien seien deutlich erweitert. Ebenfalls noch 1949 wurden ›Marionette‹ und ›Sax of a Kind‹ veröffentlicht (Capitol 57-60013) und erhielten herausragende Kritiken von Down Beat und Metronome; dabei wurde ›Marionette‹ als eine der besten Aufnahmen des Jahres beurteilt.
Symphony Sid spielte die unveröffentlichten Testpressungen von ›Intuition‹ und ›Digression‹, von denen er Kopien hatte, immer wieder in seinen nächtlichen Radio-Sendungen; daher fragten Hörer bei Capitol nach. Auch Barry Ulanov, der bei den Aufnahmen im Studio weilte, berichtete bereits im September 1949 in Metronome über die Improvisationen. 1950 wurde schließlich ›Intuition‹ (gemeinsam mit ›Yesterdays‹) veröffentlicht. Ulanov hob 1950 anlässlich der Veröffentlichung von ›Intuition‹, für ihn die „Spitze des Jazz“, den dort zu hörenden Kontrapunkt hervor. Anderer Kritiker weisen auf die parallele Linearität der Improvisation hin.
1954 wurde auch die noch verbliebene Improvisation über ›Digression‹ veröffentlicht. Nat Hentoff schrieb eine enthusiastische Besprechung; für ihn war das neu veröffentlichte Stück eine „faszinierende Studie eines vermutlich frei improvisierten Kontrapunkts nach dem Prinzip von ›Intuition‹.“ Je weiter sich das musikalische Gewebe im Verlauf der Improvisation entwickele, desto emotionaler, aber auch intellektuell herausfordernder werde das Stück. Auch Charlie Parker und Aaron Copland zeigten sich von dem Stück beeindruckt.
Die Aufnahmen von ›Intuition‹ und ›Digression‹ stellten George Lewis zufolge „ein frühes, wenn auch nicht weit diskutiertes, öffentliches Hereinbrechen einer jazz-identifizierten freien Improvisation dar.“ Nach Ekkehard Jost tragen sie, „bezogen auf die endvierziger Jahre, das Zeichen des Sensationellen.“ Marian McPartland bewertete die Aufnahmen bereits in den 1950er Jahren als „wunderbar gespielt“; hingegen waren sie für Tadd Dameron oder Oscar Peterson kaum noch zu beurteilen.
›Intuition‹ und ›Digression‹ sind jedoch nicht mehr als „eine kurzfristige Extravaganz weißer Musiker, die sich vorübergehend des schwarzen Backgrounds des Jazz, des Blues und der drängenden Rhythmik des Bebop entledigt hatten und nun sehnsüchtig zu den polyphonen Klangwelten des Abendlandes hinüberblickten.“ Diese hätten aber nach Ekkehard Jost „im musikalischen Alltag des Cool Jazz letztlich keine Chance“ gehabt, auch wenn bereits vor dem Gang ins Plattenstudio 1949 die Tristano-Gruppe freie Improvisationen bei einem Konzert in Boston aufführte. Dagegen urteilt Ralf Dombrowski, dass hier „in der Phase des bereits am eigenen Intensitätsanspruch zweifelnden Bebop eine inhaltliche Neuorientierung [gelang], die – wäre sie von den Zeitgenossen deutlicher wahrgenommen worden – den Jazz durchaus vor manchem Inspirationstief der frühen 1950er Jahre hätte bewahren können.“
Scott Yanow gab in seiner Besprechung bei Allmusic dem Album mit fünf Sternen die höchste Bewertung; es handele sich um „konsistent brillante und hoch entwickelte Musik.“ 2012 wurde das Album in die Grammy Hall of Fame aufgenommen.

## Titelliste
1. Wow (Lennie Tristano) 3:22
2. Crosscurrent (Lennie Tristano) 2:50
3. Yesterdays (Otto Harbach, Jerome Kern) 2:50
4. Marionnette (Billy Bauer) 3:05
5. Sax of a Kind (Lennie Tristano) 3:01
6. Intuition (Lennie Tristano) 2:30
7. Digression (Lennie Tristano) 3:07
8. A Bird in Igor's Yard (George Russell) 2:50
9. This Time the Dream’s on Me 3:05
10. Extrovert 2:52
11. Good for Nothin’ Joe 2:49
12. Aishe 3:02
13. Opus 96 (Neal Hefti) 2:35

Die Aufnahmen entstanden über das Jahr 1949 verteilt wie folgt: (1,2) 4. März 1949, (3) 14. März 1949, (4-7) 16. Mai 1949, (8, 9) 23. April 1949, (10-12) 24. August 1949, (13) 2. November 1949.